# Subsphaerolaimus gerlachi
Subsphaerolaimus gerlachi is een rondwormensoort uit de familie van de Sphaerolaimidae. De wetenschappelijke naam van de soort is voor het eerst geldig gepubliceerd in 1959 door Wieser.